# Tempel van Amon (Karnak)

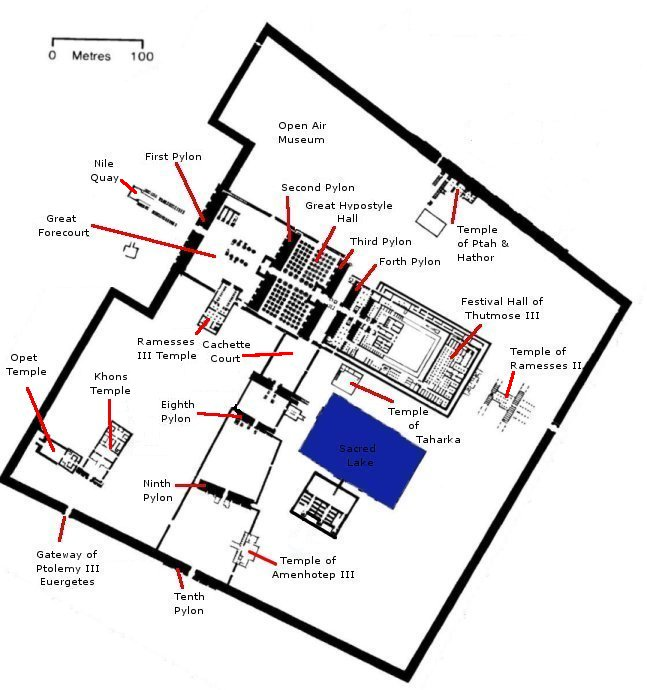
Tempelcomplex van Amon-re

De Tempel van Amon besloeg een oppervlakte van 123 ha en bestaat uit talrijke bijkapellen, pylonen en hoven. De tempel heeft een oriëntatie naar het oosten en behoorde tot het complex van Karnak. Dit complex was opgericht voor de triade van Thebe waarvan Amon de belangrijkste god was. Deze tempel stond dan ook centraal in de site van Karnak.

## Geschiedenis

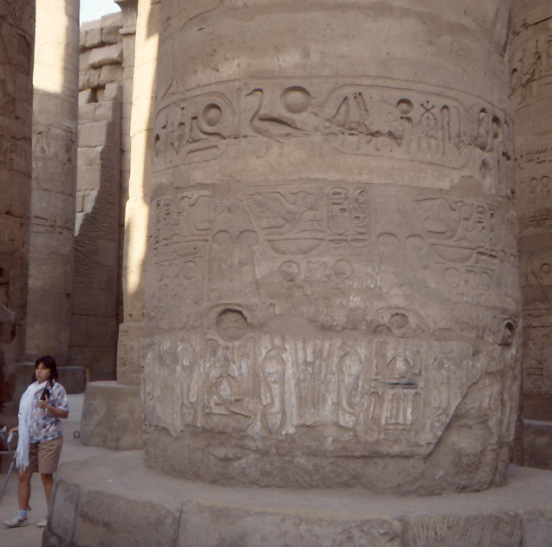
Onderkant van een van de zuilen

De eerste constructies dateren van het Middenrijk, waar er sporen zijn teruggevonden van Amenemhat I en Senoeseret I. In de tempel is er bijna voortdurend bijgebouwd en bijna elke farao heeft zo wel zijn bijdrage aan het complex geleverd .
Amenhotep I herstelde de oude tempel en hij liet er talrijke kapellen en een toegangspoort bijbouwen. Thoetmosis I zorgde voor een uitbreiding van de tempel en liet verschillende obelisken plaatsen. Thoetmosis II bouwde daar nog een pyloon bij. Hatsjepsoet was erg actief in haar bouwprogramma, mede als legitimatie voor haar macht. Ze maakte talrijke bijkapellen en plaatste twee obelisken. Ze liet ook heel wat verbouwingen uitvoeren. Thoetmosis III bouwde de tempel verder uit: ook hij liet obelisken uitkappen en nieuwe pylonen bouwen, maar zijn belangrijkste bijdrage was de bouw van de Akhmenu (Oud Egyptisch voor Huis van het licht) met de zogenaamde 'Botanische tuin'. Amenhotep III liet talrijke beelden overkomen en begon met de bouw van de zuilenzaal. Onder Achnaton verloor de tempel veel invloed en zijn opvolger Toetanchamon bouwde ook niet veel bij. Onder Seti I en Ramses II werd de hypostyle zaal of grote zuilenzaal afgewerkt. In het voorhof werden onder andere nog een colonnade van Taharka en zijkapellen van Seti II en Ramses III gebouwd.

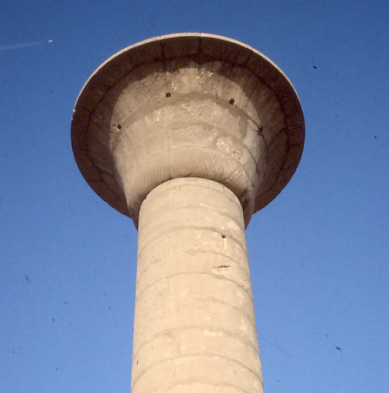
Zuil van Taharka

Het complex was aldus bijna volgebouwd, maar er bestond nog een zijingang die van noord naar zuid liep. Deze had vier pylonen. Deze waren gebouwd door Hatsjepsoet, Thoetmosis III, Amenhotep III en Horemheb. Onder de Ramessiden werd er vooral gerestaureerd en werden reliëfs geplaatst. De grote bouwwerken van de 18e dynastie waren afgelopen. Onder Sjosjenq I en Osorkon II werd er ook nog bijgebouwd en de vermelde zuil van Taharka werd opgericht. Het belang van Thebe en Karnak was echter sterk achteruitgegaan. De verschrikkelijke aardbeving van 27 v.Chr. en het gebrek aan interesse van de Romeinen zorgden ervoor dat Karnak al snel een puinhoop werd.

## Architectuur
In het tempelcomplex is veel gebouwd in de loop der tijden. De stijl die overheerst is die van het vroege Nieuwe Rijk. Er staat een hele scala aan bouwwerken en onderdelen in het tempelcomplex, globaal gezien kan men onderscheid maken tussen de west-oost as en de zuid-noord as. De west-oost as is de oudste route waar aan het einde de Achmenoe bevindt. De zuid-noord as is de route die naar de Moet-tempel toe gaat.

### Route west-oost as
De west-oost as loopt vanaf de ingang naar de Achmenoe van Thoetmosis III. Onderweg zijn er een aantal bouwwerken te zien, waaronder pylonen en open plekken.
1. Dromos van Nectanebo I.
2. 1e pyloon van Nectanebo I, nog niet helemaal voltooid. 122 meter breed, 15 m dik en 43,5 m hoog.
3. Voorhof met colonade van Taharqa, Staatsieheiligdommen van Seti II en Ramses III. Voor de 2e pyloon twee kolossale beelden uit de 18e dynastie.
4. 2e pyloon van Horemheb (start), Ramses II (voltooiing) en Ptolemaeën (restauratie). 100 meter breed, 14 meter dik.
5. Grote zuilenhal (Hypostyl) van Ramses I (start) Seti I en Ramses II (voltooiing), fragmenten van de veldtochten van Seti I.
6. 3e pyloon van Amenhotep III. 97 meter breed, 12,6 m dik en hoogte onbekend (verwoest). Toegang tot de zuid-noord as.
7. Obelisken van Thoetmosis I.
8. 4e pyloon van Thoetmosis I. 63 meter breed en 10,6 meter dik.
9. Obelisken van Hatsjepsoet en mogelijke zuilen van haar.
10. 5e pyloon van Thoetmosis I.
11. 6e pyloon van Thoetmosis III.
12. Binnentempel van Amon-re, Cultusruimten van Hatsjepsoet, wapenpijler van Thoetmosis III en bark van Toetmoses III.
13. Hof van het Middenrijk, oorspronkelijk stond er een tempel van Senoeseret II
14. Achmenoe (feest tempel) van Thoetmosis III.
15. Tegenheiligdom met twee obelisken van Thoetmosis IV.

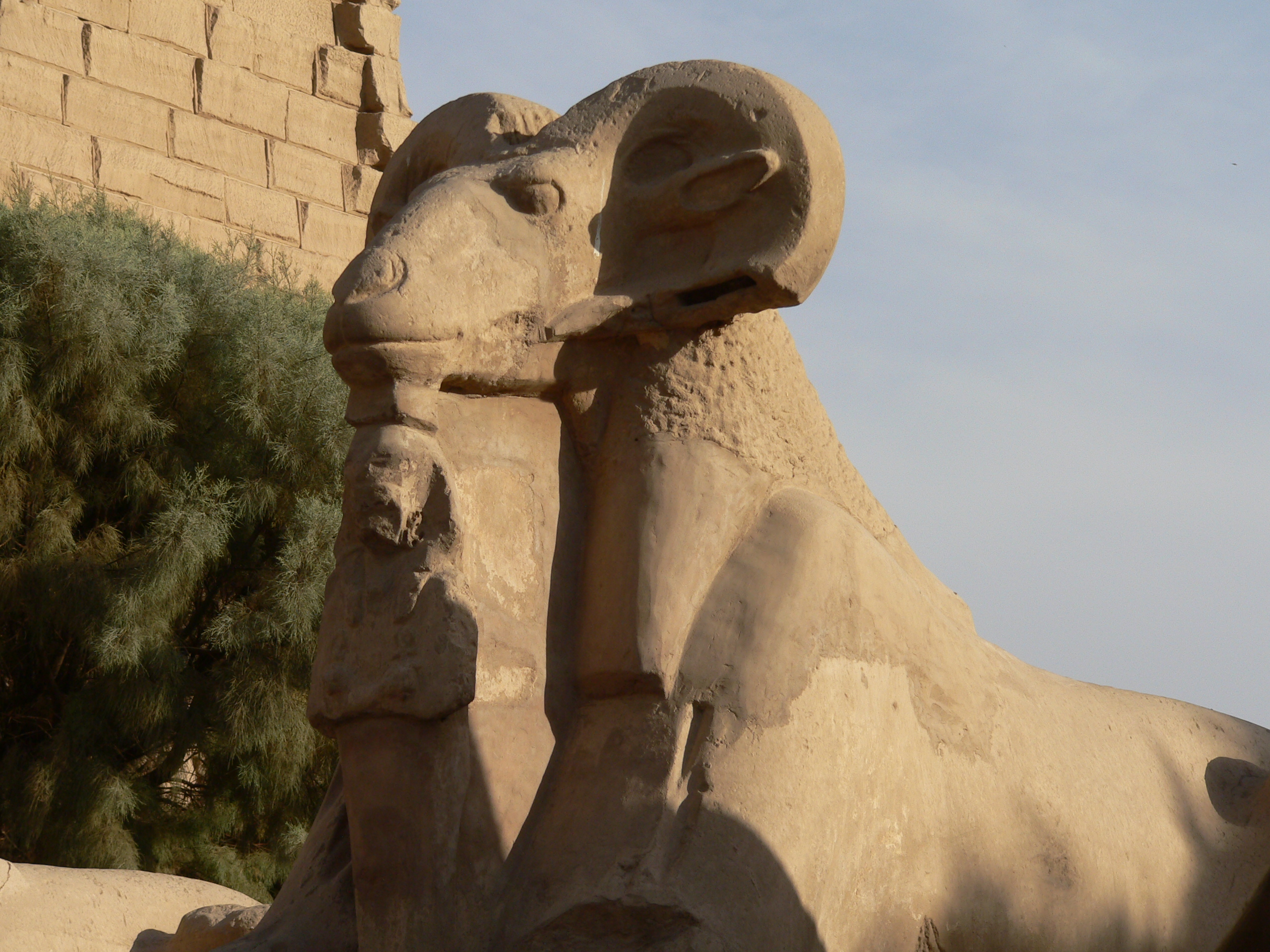
Sfinxen van Nectanebo I, dromos.
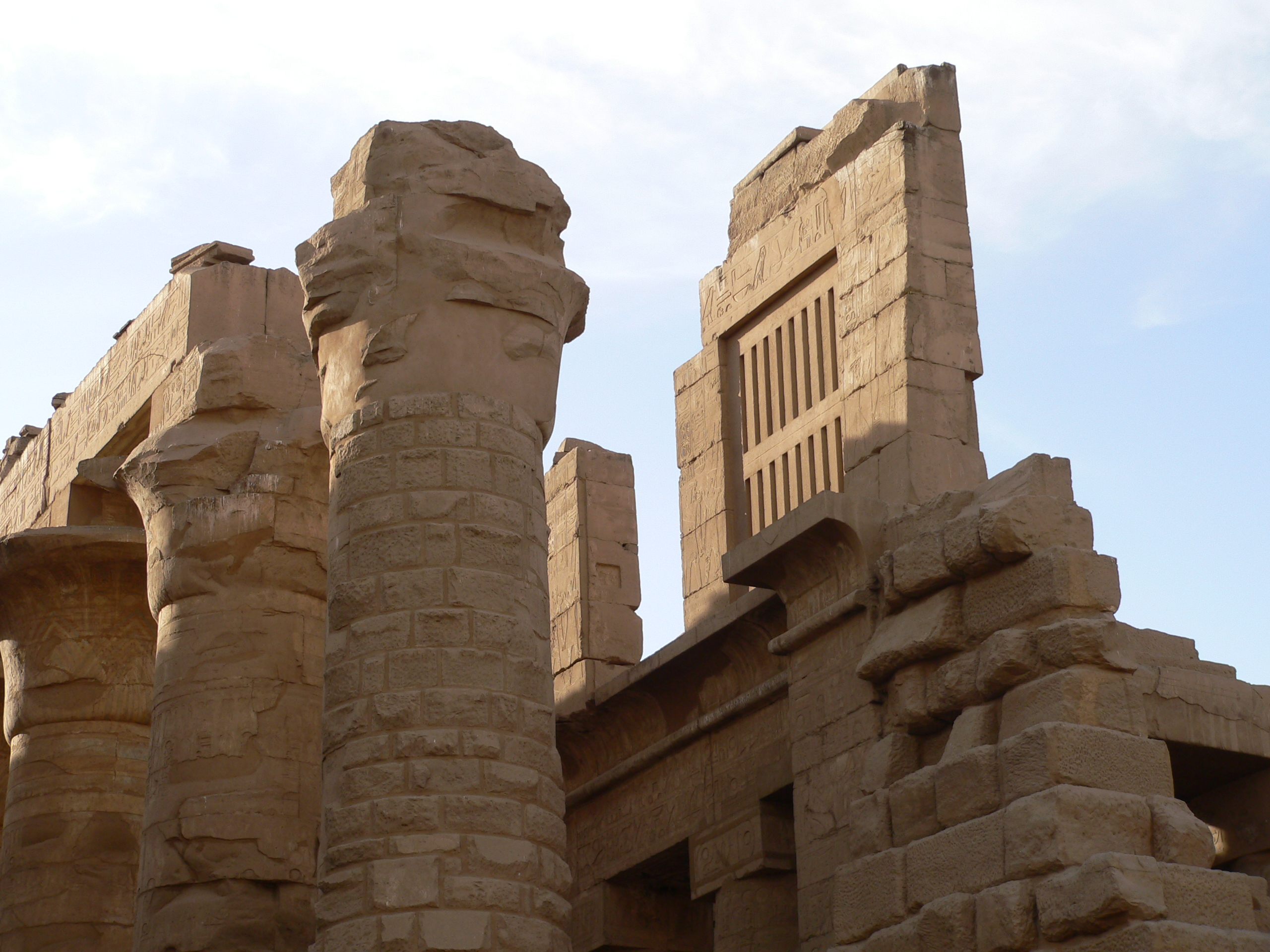
Deel van de zuilenzaal (Hypostyl)
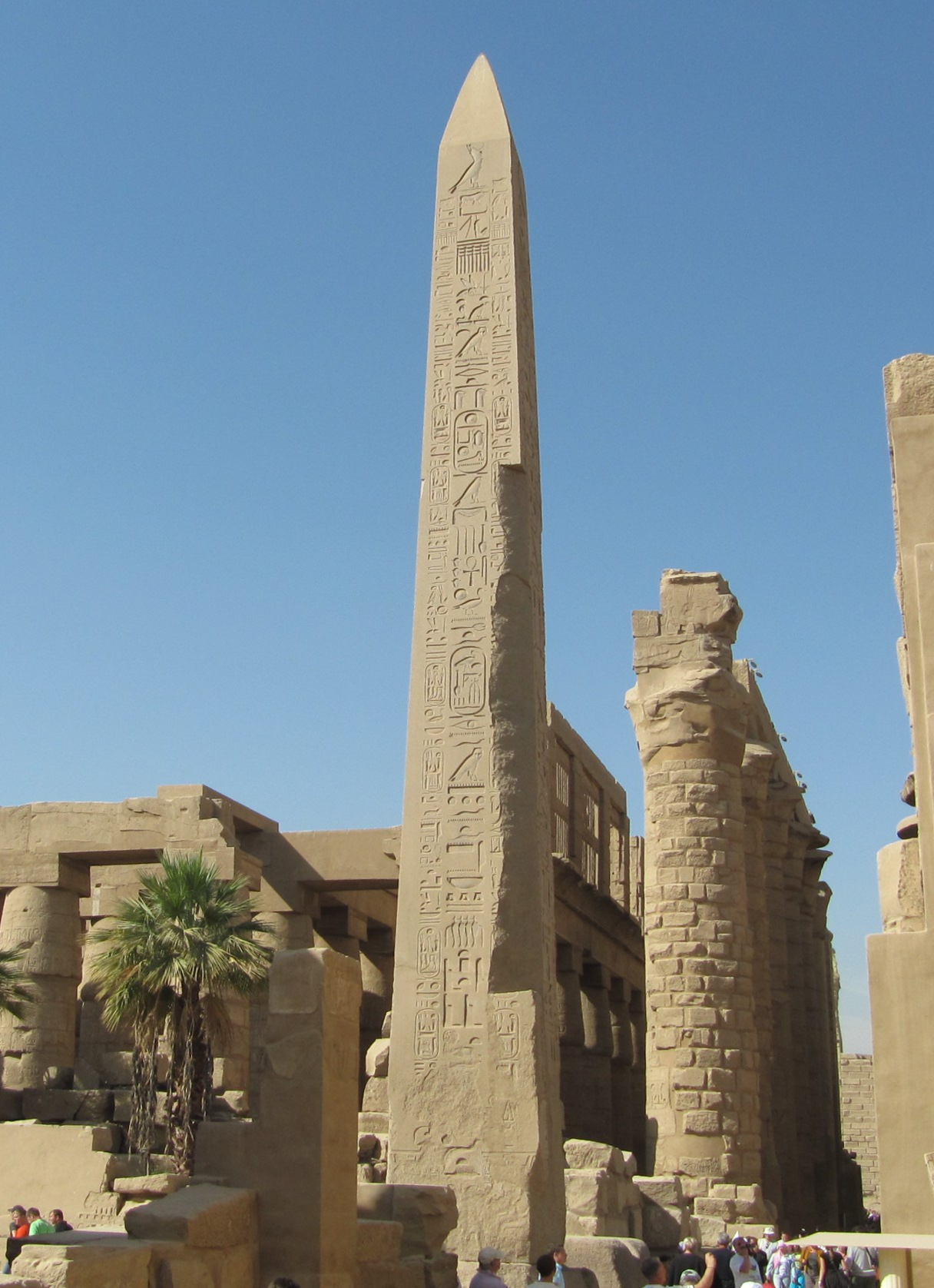
Obelisk van Thoetmosis I
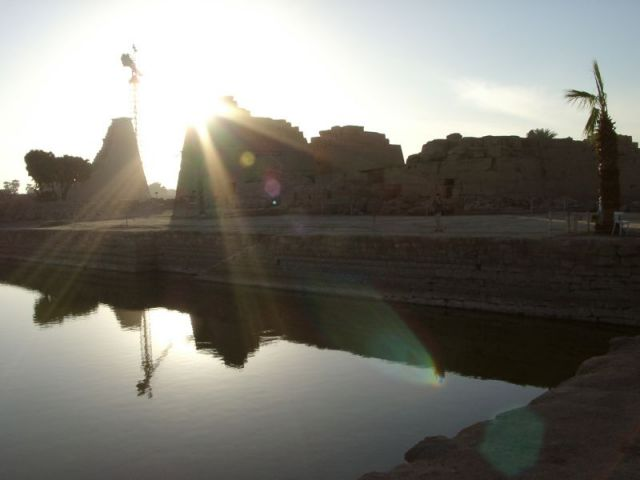
Heilig meer van Amon-re

#### Zuilenzaal

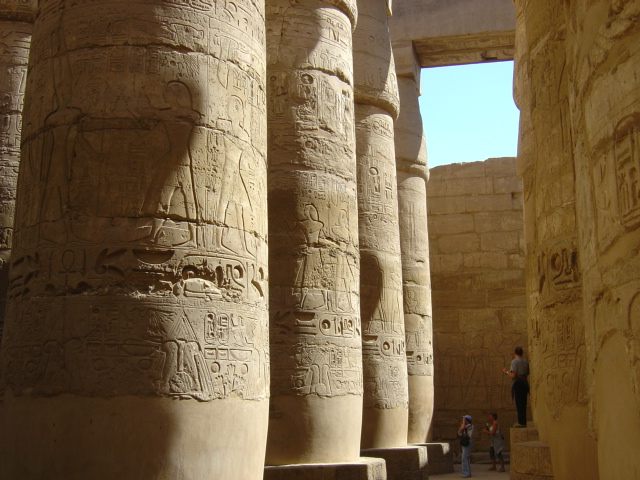
De zuilen- of hypostyle zaal.

De grote zuilenzaal of hypostyle zaal is een van de indrukwekkendste delen van het tempelcomplex en had een grootte van 53 × 103 m. De zaal telde 134 zuilen die ongeveer 15 meter hoog zijn. De aanleg is begonnen onder Amenhotep III die er 14 zuilen plaatste. De grote werken vangen echter aan onder Seti I en Ramses II. De zaal diende voor grote feesten, maar ze was ook één grote propagandamachine. Er zijn talrijke bas- en hoogreliëfs die de veldslagen van deze farao's uitbeelden. Van historisch belang is de uitbeelding van de Slag bij Kadesh waarbij Ramses II de overwinning claimde en ons zo 3000 jaar bedroog. Deze reliëfs zijn onder de latere Ramessiden gerestaureerd.

#### Achmenoe
Achmenoe (Oud-Egypt.:Huis van het licht) was de zuilenzaal die Thoetmosis III liet bouwen in het 23e en 24e jaar van zijn regering. De zuilenzaal wordt ook wel de feestzaal genoemd omdat ze waarschijnlijk gebouwd was bij het Sed-festival van Thoetmosis. De Achmenoe bestond uit 5 delen
1. De grote zaal of feestzaal bestaande uit 32 gigantische zuilen.
2. Kamer voor Sokaris, waar verschillende dierenmummies zijn teruggevonden.
3. Zonnekamers.
4. Voorouderkamers: hier liet Thoetmosis III de namen van zijn voorouders graveren in de muren.
5. Botanische kamers: Deze kamers waren rijkelijk versierd met vegetatieve motieven.

### Route zuid-noord as

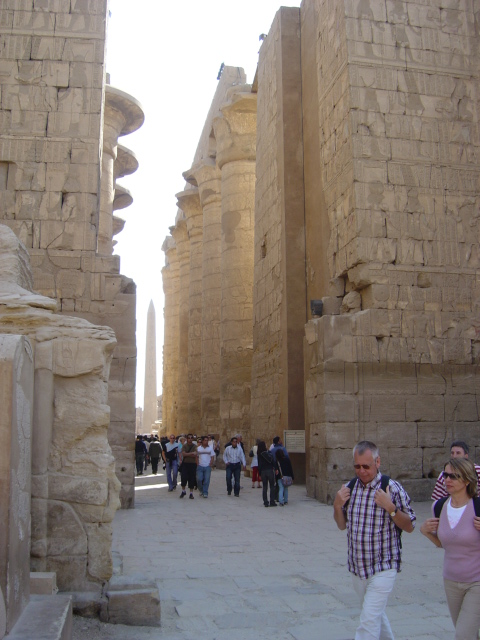
De noord-zuidas

De zuid-noord as loopt vanaf de 3e tot 4e pyloon naar de tempel van Moet. Ook hier zijn weer verschillende bouwwerken te bewonderen. De meeste van die bouwwerken zijn helaas teloorgegaan waardoor ze niet meer voor het publiek opengesteld zijn.
1. Cachettenhof, een open terrein waarin beelden en artefacten waren begraven.
2. 7e pyloon van Hatsjepsoet en Thoetmosis III. 63,7 meter breed en 11 m dik.
3. Albasten schrijn gemaakt voor het jubileum van Thoetmosis III.
4. 8e pyloon mogelijk gebouwd door Thoetmosis II. 48 meter breed en 9,4 m dik.
5. 9e pyloon gebouwd door Amenhotep II (start), Horemheb (voltooiing). 65,5 meter breed en 11,0 m dik. De pyloon is hol en kan worden betreden via trappen.
6. Koninklijke cultustempel van Amenhotep II. Deze werd door Horemheb verplaatst van west naar oost.
7. 10e pyloon gebouwd door Amenhotep III (start), Horemheb (voltooiing), 66,7 meter breed en 11,7 m dik.

#### Cachettenhof
In de 19e eeuw werd een grote vondst in Karnak gesaan: in de grond werden 750 beelden en 17.000 andere artefacten ontdekt. De reden dat deze hier waren begraven was waarschijnlijk vanwege opruimingen in de tempelburcht bij restauraties en verbouwingen. Mogelijk was er een teveel aan beelden gekomen en moesten er een aantal worden opgeborgen. Een andere reden kan ook zijn geweest dat men bepaalde kostbaarheden voor vijandige invallen wilde behoeden. De ondergrondse opberging vond plaats in de Ptolemaeïsche periode. De opgraving was tijdens een periode van hoog water en zo werd de cachette vergeten.

## Andere gebouwen
Binnen de muren van het tempelcomplex zijn er ook andere gebouwen naast de Amon-tempel. Dit zijn allen religieuze gebouwen ter ere van een god. Er zijn ook kleinere tempeltjes. Zie hiervoor: tempel van Chonsoe, Opet en Ptah

### Heilig meer en Magazijn

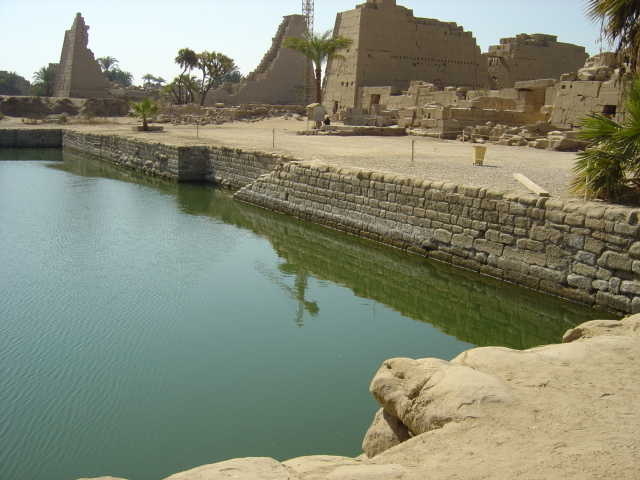
Het heilige meer

Ten noorden van het hof van het Middenrijk bestaat het heilig meer. Dit meer symboliseerde het oerwater of Noen; daaruit werd volgens de mythen de wereld geschapen. Het water is afkomstig uit de Nijl en speelde een rol in de rituelen die de priesters uitvoerden. Naast het meer stond een gebouw, het magazijn waar de priesters van Amon zetelden en waar goederen opgeslagen waren.

### Oostelijke tempel
Deze tempel staat ten oosten van de Karnak tempel. Het is gebouwd onder Ramses II en wordt ook wel genoemd De tempel van het horende oor.

### Openluchtmuseum
In dit gedeelte staan allerlei oude gebouwen, barken en monumenten. Ze komen uit het Middenrijk en begin Nieuwe Rijk.